# 宗主教十字

宗主教十字

宗主教十字（英語：Patriarchal cross）是基督宗教符号十字架的一种变体。与拉丁十字基本相似，但上方多了一个小横杠代表著耶穌十字架上的罪狀牌。在拜占庭希腊和东欧的十字符号中还会在宗主教十字下方再加一个倾斜的小横杠，是为正教会十字。